# Flugzeugabsturz bei Gibraltar (1943)

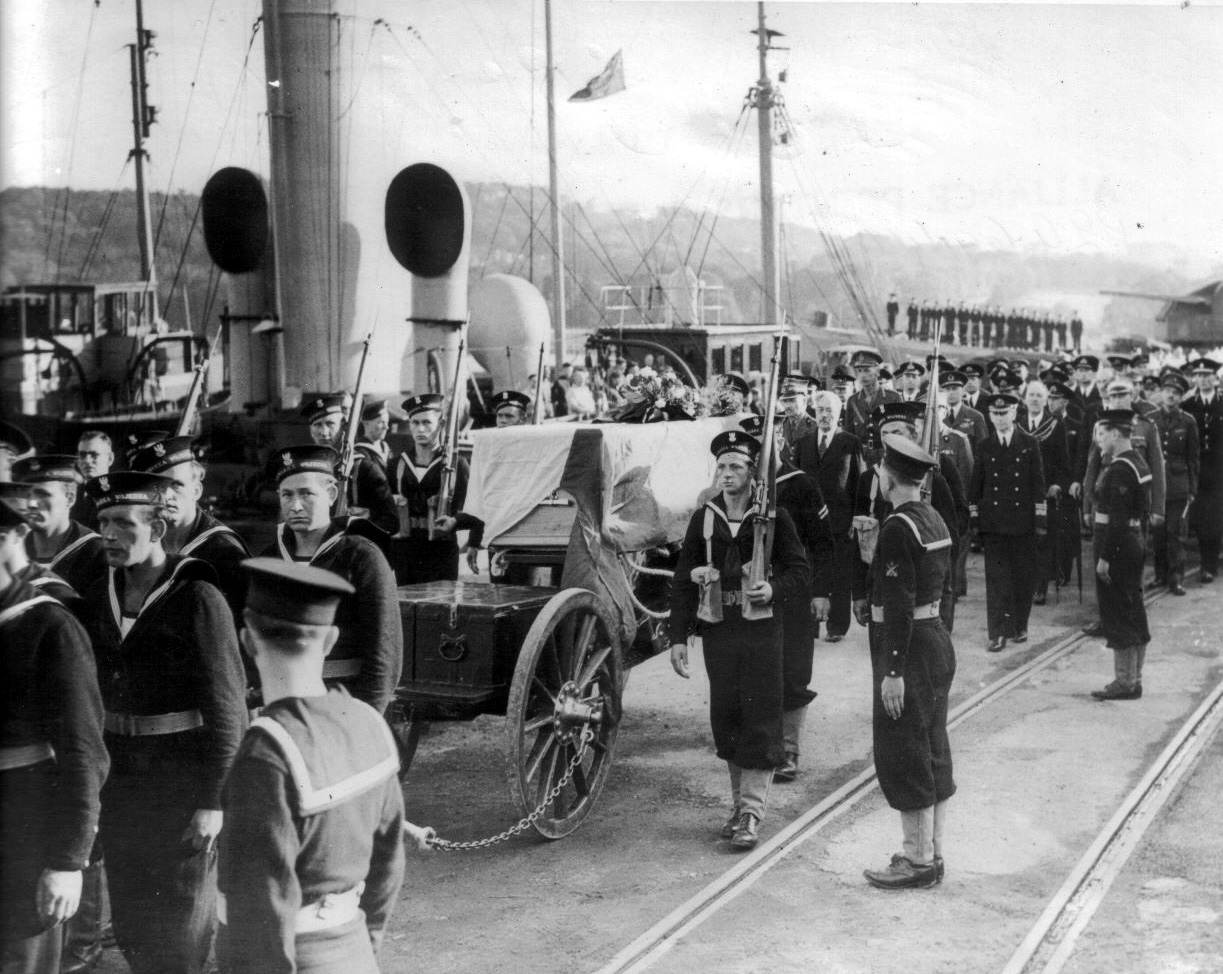
Matrosen der Orkan bei der Eskortierung des Sarges von Gen. Sikorski von Plymouth nach London

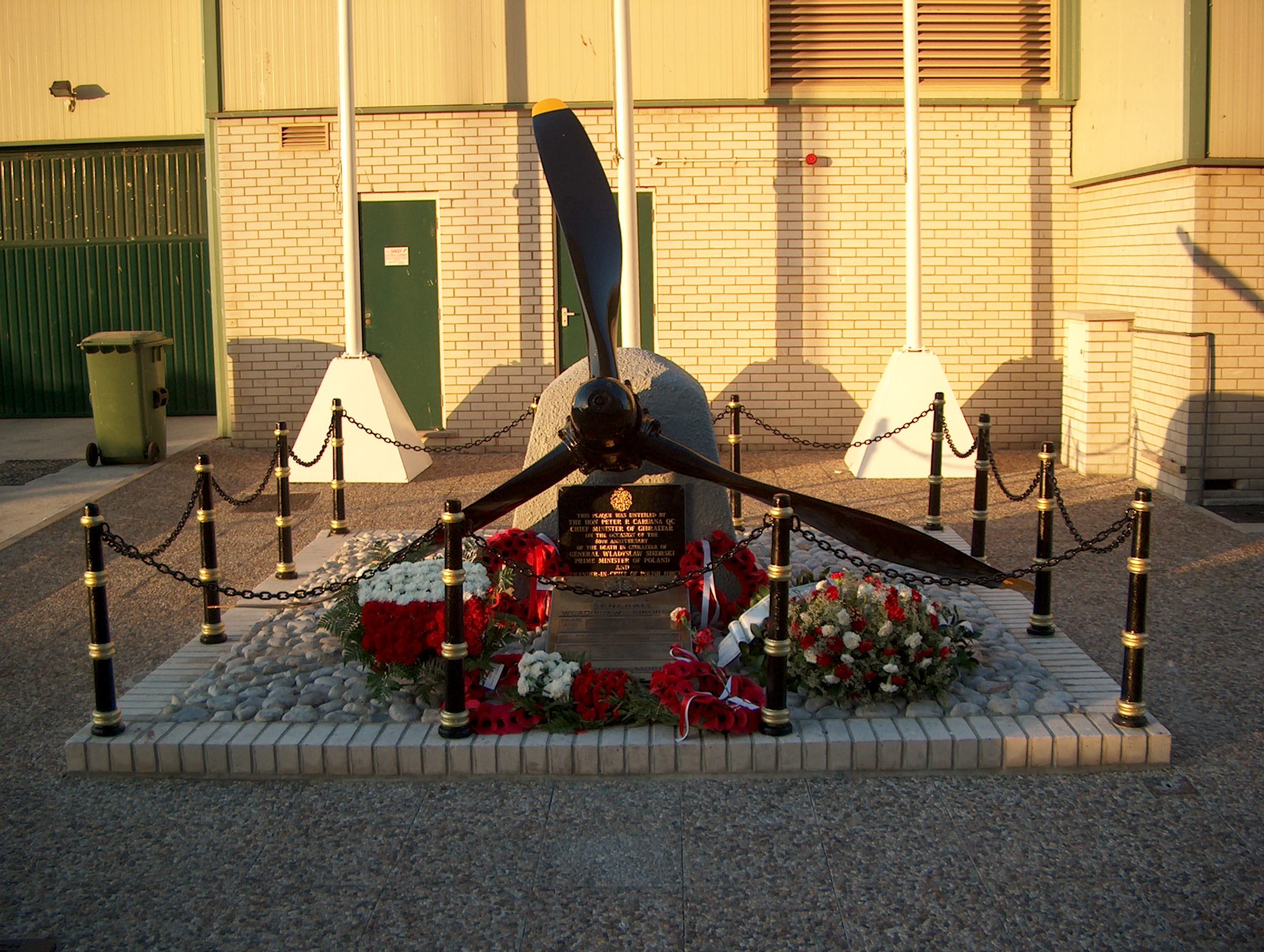
Sikorski-Gedenkstätte in Gibraltar

Der Flugzeugabsturz bei Gibraltar war ein Flugunfall am 4. Juli 1943 um 23:06 Uhr Ortszeit. Dabei stürzte eine zum Transportflugzeug umgebaute Consolidated Liberator der Royal Air Force nur 16 Sekunden nach dem Start auf dem Flughafen Gibraltar in die Straße von Gibraltar. Mit Ausnahme des Piloten starben bei dem Aufprall alle anderen 16 Passagiere und Besatzungsmitglieder, darunter der Ministerpräsident der polnischen Exilregierung, Władysław Sikorski, der sich mit Begleitung auf dem Rückflug von einer Inspektion des 2 Korpus Polski in Palästina befand, das er von der britischen RAF Basis Qastina aus verlassen hatte.
Die Absturzursache konnte nie geklärt werden. Bis heute werden Sabotage und ein Mordauftrag an Sikorski vermutet, Beweise dafür gibt es allerdings nicht.

## Todesopfer
Polen
- General Władysław Sikorski, Ministerpräsident der polnischen Exilregierung und Oberbefehlshaber der polnischen Streitkräfte im Westen
- Zofia Leśniowska, Sikorskis Tochter (nicht gefunden)
- Brigadegeneral Tadeusz Klimecki, Generalstabschef der polnischen Streitkräfte im Westen
- Jan Gralewski, Kurier der polnischen Heimatarmee (vor Kriegsausbruch Schriftsteller)
- Adam Kułakowski, Adjutant der polnischen Exilregierung (nicht gefunden)
- Oberst Andrzej Marecki, Leiter der III. operativen Abteilung des Generalstabs der polnischen Streitkräfte im Westen
- Leutnant Józef Ponikiewski, Adjutant der polnischen Exilregierung

Briten
- Oberst Victor Cazalet, Fernmeldeoffizier und Mitglied des House of Commons[3]
- Brigadier John Percival Whiteley, Mitglied des House of Commons,[3] Berater des indischen Vizekönigs
- W. H. Lock, Zivilperson (nicht gefunden)
- Mr. Pinder, Zivilperson

Besatzung
- C. B. Gerrie, Flight Sergeant
- William S. Herring, Squadron Leader (nicht gefunden)
- D. Hunter, Flight Sergeant (nicht gefunden)
- F. Kelly, Sergeant
- L. Zalsberg, Warrant Officer[4]

## Amtliche Untersuchungen
Am 7. Juli 1943 setzte die Royal Air Force eine Untersuchungskommission aus eigenen Offizieren ein und ließ nur einen polnischen Offizier als Beobachter ohne Mitspracherecht zu. Sie teilte ihr Ergebnis nach wenigen Tagen in einem knappen Brief an die polnische Exilregierung mit: Der Absturz sei laut Aussage des ursprünglich aus Tschechien stammenden Piloten, Eduard Prchal, auf ein blockiertes Höhenruder zurückzuführen. Die Ursache der Blockade sei nicht zu klären, aber Sabotage sei auszuschließen. Prchal sei in keiner Weise verantwortlich gewesen.
Die polnische Luftwaffe wies dieses Ergebnis zurück: Die britischen Angaben beruhten nur auf den Aussagen des Piloten und seien nicht verifizierbar, da man nur Teile des Flugzeuges geborgen habe. Eine Kommission des polnischen Justizministeriums stellte fest: Die verfügbaren Materialien und Zeugenaussagen klärten weder die Unfallursache noch bewiesen sie Sabotage. Dazu müsse das Flugzeug vollständig gehoben und von unabhängigen Experten gründlich untersucht werden. Bis dahin müssten unbekannte Ursachen angenommen werden.
Der widersprüchliche britische Bericht führte zu der Annahme, hier werde möglicherweise ein Verbrechen vertuscht, und zu gegenseitigen Verdächtigungen von Polen und Briten, die die NS-Propaganda zusätzlich schürte.
Nach neuen Zeugenaussagen von 1967 ordnete die britische Regierung 1969 eine zweite Untersuchung an. Diese stellte fest, dass das Flugzeug eine Zeitlang unbewacht auf dem Rollfeld gestanden und ein Unbekannter es betreten hatte. Sabotage sei daher nicht auszuschließen.
Im September 2008 leitete das staatliche polnische Institut für Nationales Gedenken wegen des Verdachts eines „kommunistischen Verbrechens“ Ermittlungen zu Sikorskis Todesursache ein. Ab 25. November 2008 wurde sein Leichnam exhumiert und gerichtsmedizinisch mit DNA-Analysen und radiologisch untersucht. Man fand keine Hinweise auf einen Mord durch Erschießen, Erwürgen oder Vergiften, aber 66 durch den Absturz verursachte Knochenbrüche und Organschäden. Demnach starb er an diesen Verletzungen oder ertrank anschließend.
Die polnischen Staatsanwälte wollten bei dieser Ermittlung auch britische Geheimakten zu Sikorskis Tod einsehen, die jedoch bis 2041 unter Verschluss bleiben sollen. Angebliche Aussagen verstorbener Zeugen für einen Auftragsmord ließen sich nicht belegen. Sabotage oder eine gezielt herbeigeführte Notlandung des Flugzeuges wurden weiterhin nicht ausgeschlossen.

## Spekulative Mordthesen
Weil Sikorski das Anfang April 1943 entdeckte Massaker von Katyn (verübt 1940) damals international aufklären lassen wollte, drohte der sowjetische Diktator Josef Stalin mit dem Bruch der Anti-Hitler-Koalition. Der britische Premier Winston Churchill versuchte daher, Sikorski davon abzuhalten, das Internationale Rote Kreuz einzuschalten, jedoch erfolglos. Am 25. April 1943 brach Stalin die diplomatischen Beziehungen zur polnischen Exilregierung ab. Seitdem wurde immer wieder vermutet, Sikorski sei ermordet worden, um die Aufklärung des Massakers von Katyn zu verhindern.
1947 behauptete der polnische General Gustaw Paskiewicz öffentlich, der polnische General Władysław Anders habe ihn aufgefordert, sich an einem Attentat auf Sikorski zu beteiligen. Er habe abgelehnt. Sikorski sei wegen seiner Bemühungen um einen Ausgleich mit der Sowjetunion ermordet worden. Historiker nehmen an, dass die Behauptungen Teil einer Nachkriegskampagne der kommunistischen Regierung Polens gegen Anders waren.
Der Geschichtsrevisionist und spätere Holocaustleugner David Irving behauptete 1967, Churchill habe Sikorski umbringen lassen. Rolf Hochhuth griff diese These in seinem Drama Soldaten (1967) auf. Er gab mündliche Mitteilungen mehrerer Zeitzeugen als Quelle an. Als Motiv nannte er, die britische Regierung habe gefürchtet, Stalin würde durch Sikorski womöglich „aus dem Kriege herausgeärgert, in einen Separatfrieden mit Berlin“. Andere Autoren verdächtigten den britischen Agenten Kim Philby als Planer eines Attentats auf Sikorski. Philby war 1943 für die Sicherheit Gibraltars zuständig und erwies sich später als sowjetischer Doppelagent.
Der argentinische Schriftsteller Carlos Thompson befragte von 1967 bis 1969 alle erreichbaren Zeugen des Absturzes und Hochhuths. Er kam zu dem Ergebnis, dass Hochhuth viele seiner Angaben frei erfunden und keine Fakten präsentiert habe. Ein Zeuge, der einen Mordauftrag Churchills verraten haben sollte, war unauffindbar. Historiker sehen keine damalige Gefahr eines deutsch-sowjetischen Separatfriedens, da Stalin seit der Schlacht von Stalingrad Anfang 1943 mit einem Sieg über Adolf Hitler rechnete. Churchill hatte Sikorski nach der Entdeckung der Massengräber in Katyn im April 1943 in einem Brief an Stalin als „den bei weitem hilfreichsten Mann für das gemeinsame Ziel“ gelobt, „den Sie oder wir finden können“.
Mehrere polnische Autoren haben Varianten der Mordthese veröffentlicht. Der Journalist und Historiker Dariusz Baliszewski nimmt an, Stalin habe mit Wissen Churchills Sabotage an dem Flugzeug befohlen, der sowjetische Botschafter Iwan Maiski habe diese durchgeführt und der überlebende Pilot habe im Auftrag des britischen Geheimdienstes einen Absturz vorgetäuscht. Das Doku-Drama Churchills Verrat an Polen (2011) beschrieb seine Anhaltspunkte dafür.

## Filme
- Churchills Verrat an Polen. Deutschland 2011, Regie: Christoph Weinert, Dierk Ludwig Schaaf. Angaben bei IMDb
- Absturz über Gibraltar Polen 2009, Regie: Anna Jadowska. Angaben bei IMDb
- Dead Men’s Secrets. The Mysterious Death of General Sikorski. History Channel 2002, Angaben bei IMDb
- Katastrofa w Gibraltarze. 1984, Regie: Bohdan Poręba. Angaben bei IMDb
- Silent Enemy. (deutsch: Froschmann Crabb) 1958. Regie: William Fairchild. Angaben bei IMDb (zeigt u. a. Tauchaktionen zur Opfersuche nach dem Absturz)
- Niedokończona podróż. 1943, Regie: Eugeniusz Cękalski.  Angaben bei IMDb, Inhaltsangabe